# 492 Gismonda
492 Gismonda eller 1902 JR är en asteroid i huvudbältet, som upptäcktes 3 september 1902 av den tyske astronomen Max Wolf. Den är uppkallad efter en karaktär i Decamerone av Giovanni Boccaccio.
Asteroiden har en diameter på ungefär 53 kilometer och den tillhör asteroidgruppen Themis.